# Carlo Sanna (politico 1920)
Carlo Sanna (Monserrato, 20 gennaio 1920 – Cagliari, 3 maggio 2007) è stato un politico italiano.

## Biografia
Carlo Sanna è nato a Monserrato il 20 gennaio 1920 e scomparso a Cagliari il 3 maggio 2007. Professore nella scuola media, ricoprì l'incarico di responsabile del settore culturale, fu consigliere comunale a Cagliari e Dolianova, venne eletto nelle liste del PSD'AZ consigliere regionale nella I legislatura (1949-1953) e nella II - III - IV (1953-1961) per il PSI.
È stato segretario e presidente del Gruppo consiliare socialista, vice presidente e vice segretario della Commissione permanente Finanze e Tesoro, Integrata Finanze per l'esame del bilancio della Regione, vice segretario della Commissione Igiene e Sanità pubblica, componente della Commissione Autonomia, vice segretario della Commissione speciale per lo studio di un progetto di modifica dello Statuto speciale per la Sardegna e componente della Commissione speciale per il Piano di Rinascita economica e sociale della Sardegna.
Ha presentato varie proposte di legge riguardanti il mondo della scuola, l'istituzione di tasse sui minerali e metalli prodotti in Sardegna a favore dei Comuni minerari, l'istituzione dell'Ente sardo per le case ai lavoratori, la concessione di terre incolte o insufficientemente coltivate, provvedimenti per favorire il miglioramento e il collocamento della produzione lattiero-casearia.
Eletto deputato nella IV e V legislatura della Repubblica Italiana, fu membro della Commissione Interni e della Istruzione e Belle Arti, nella quale ricoprì l'incarico di vicepresidente.